# Sylvilagus transitionalis
O Coelho-da-Nova-Inglaterra (Sylvilagus transitionalis) é um leporídeo endêmico dos Estados Unidos da América.